# Monumento a Nereida
O Monumento à Nereida é uma tumba esculpida de Xanto na Lícia (então parte do Império Aquemênida), perto da atual Fethiye na província de Mugla, Turquia. Ele assumiu a forma de um templo grego no topo de uma base decorada com frisos esculpidos e acredita-se que tenha sido construído no início do século IV a.C. (cerca de 390 a.C.) como uma tumba para Arbinas (Lícia: Erbbina ou Erbinna), a dinastia xântia que governou a Lícia ocidental sob o Império Aquemênida.